# セーシェルチョウゲンボウ
セーシェルチョウゲンボウ（Falco araea）は、ハヤブサ目ハヤブサ科ハヤブサ属に分類される鳥類。

## 分布
セーシェル（マヘ島、プララン島、シルエット島）固有種

## 形態
全長15-23センチメートル。